# Văn hóa và phong tục của người Tráng

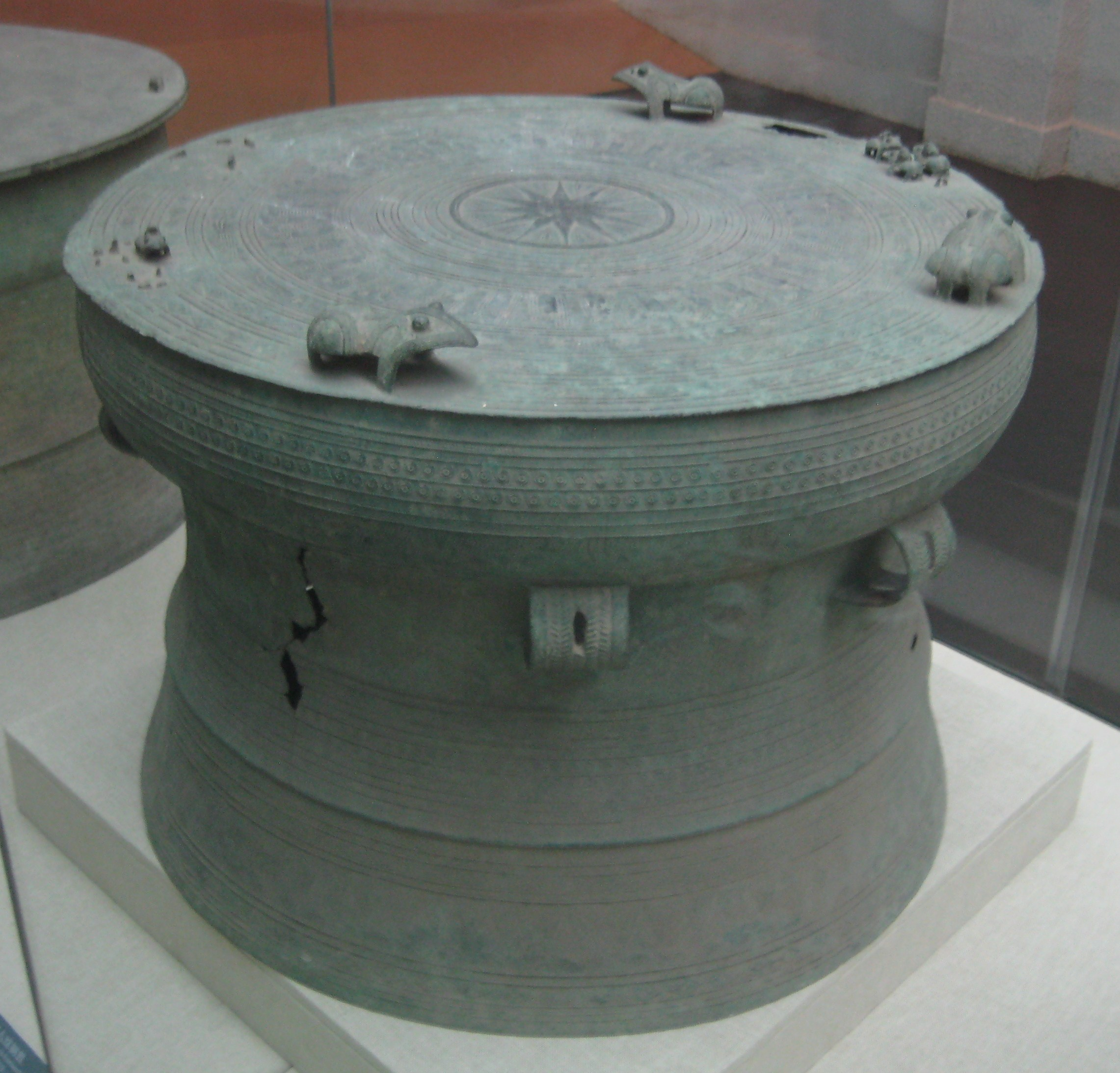
Trống đồng của người Tráng

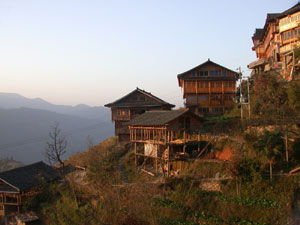
Nhà sàn của người Tráng

Dân tộc Tráng sở hữu một bề dày truyền thống văn hóa và đa dạng phong tục tập quán.

## Truyện kể
Người Tráng ở Quảng Tây và Vân Nam có một bề dày truyền thống về truyện kể dân gian và truyện kể thành văn. Truyện kể dân gian dân tộc Tráng thường ở dạng diễn xướng bằng lời ca tiếng hát. Có vô vàn những truyện kể dân gian, thần thoại, truyền thuyết cũng như các thiên sử thi và điệu hát. Trải qua hơn một ngàn năm, họ sử dụng chữ Tráng vuông để viết ra vô vàn các dạng văn tự, bao gồm các làn điệu dân ca, kịch sân khấu, thơ, kinh kệ, thư từ, khế ước và giấy tờ thuế má, sổ sách của triều đình.